# Сен-Томе
Сен-Томе́ (фр. Saint-Thomé, окс. Sant Thomé) — коммуна во Франции, находится в регионе Рона — Альпы. Департамент коммуны — Ардеш. Входит в состав кантона Вивье. Округ коммуны — Прива.
Код INSEE коммуны 07300.

## Население
Население коммуны на 2008 год составляло 383 человека.
| 1962 | 1968 | 1975 | 1982 | 1990 | 1999 | 2008 |
| ---- | ---- | ---- | ---- | ---- | ---- | ---- |
| 288  | 288  | 245  | 257  | 285  | 363  | 383  |

## Экономика
В 2007 году среди 234 человек в трудоспособном возрасте (15-64 лет) 172 были экономически активными, 62 — неактивными (показатель активности — 73,5 %, в 1999 году было 72,9 %). Из 172 активных работали 156 человек (91 мужчина и 65 женщин), безработных было 16 (13 мужчин и 3 женщины). Среди 62 неактивных 17 человек были учениками или студентами, 23 — пенсионерами, 22 были неактивными по другим причинам.

## Фотогалерея

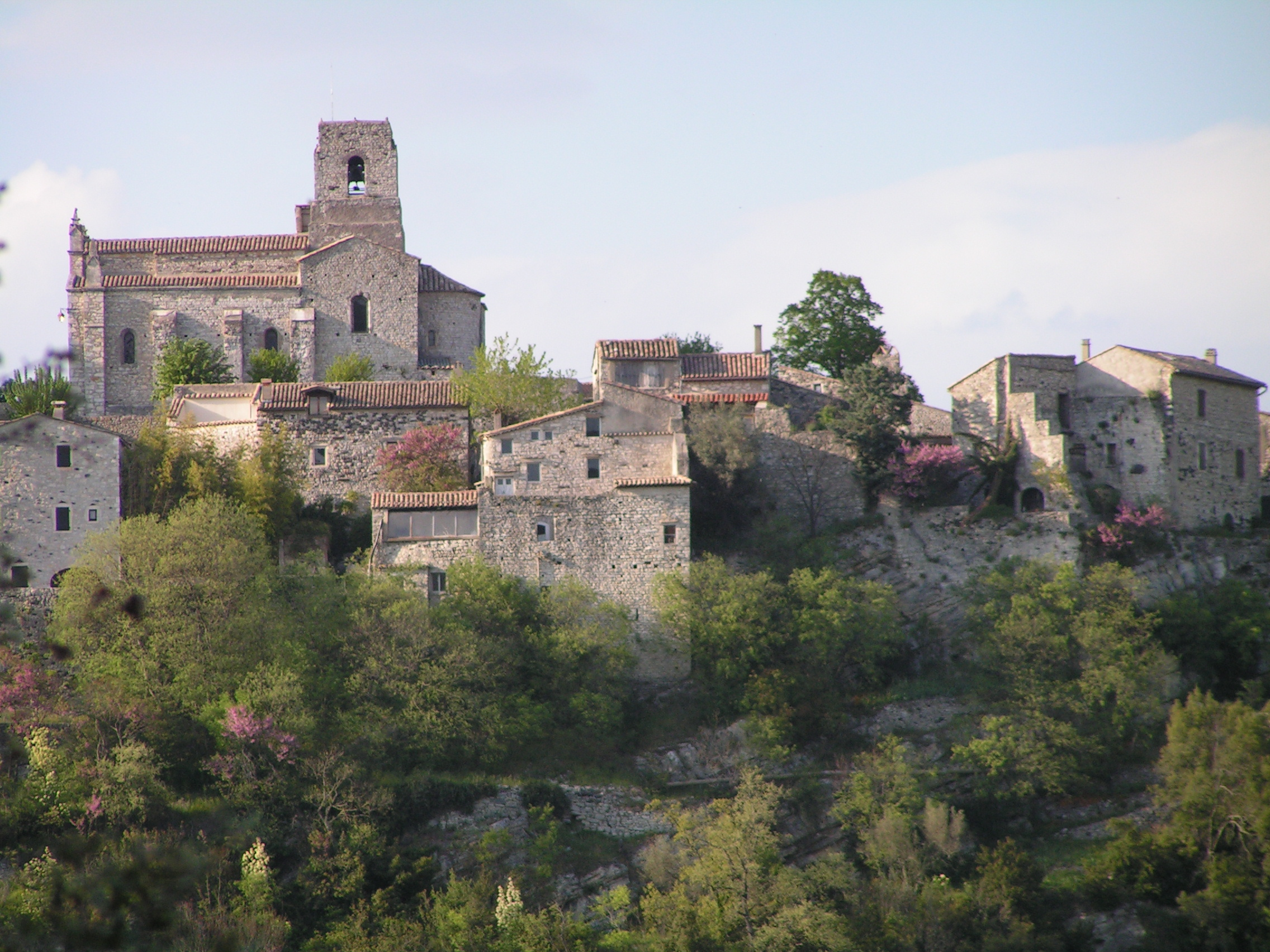
Сен-Томе
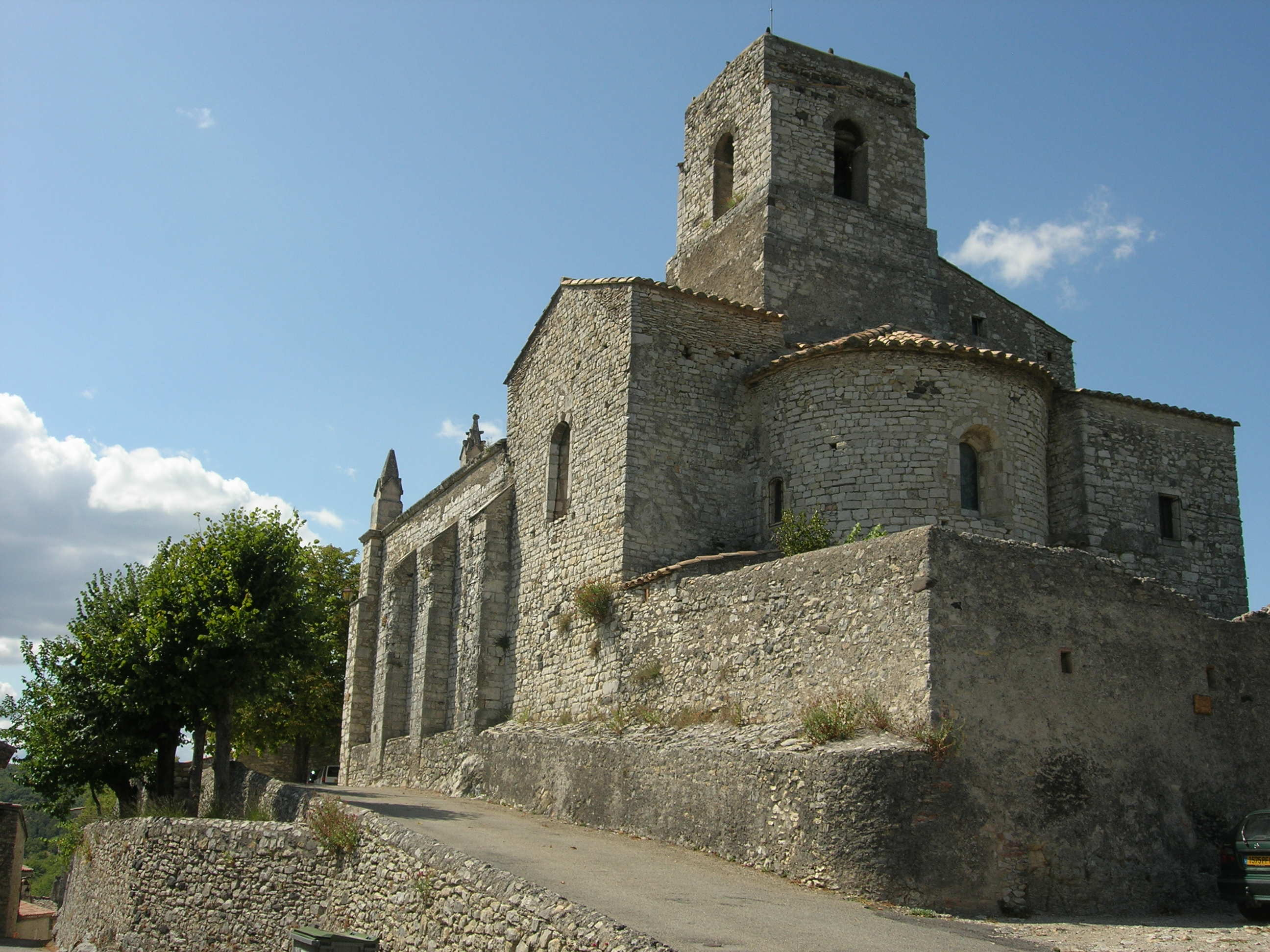
Церковь
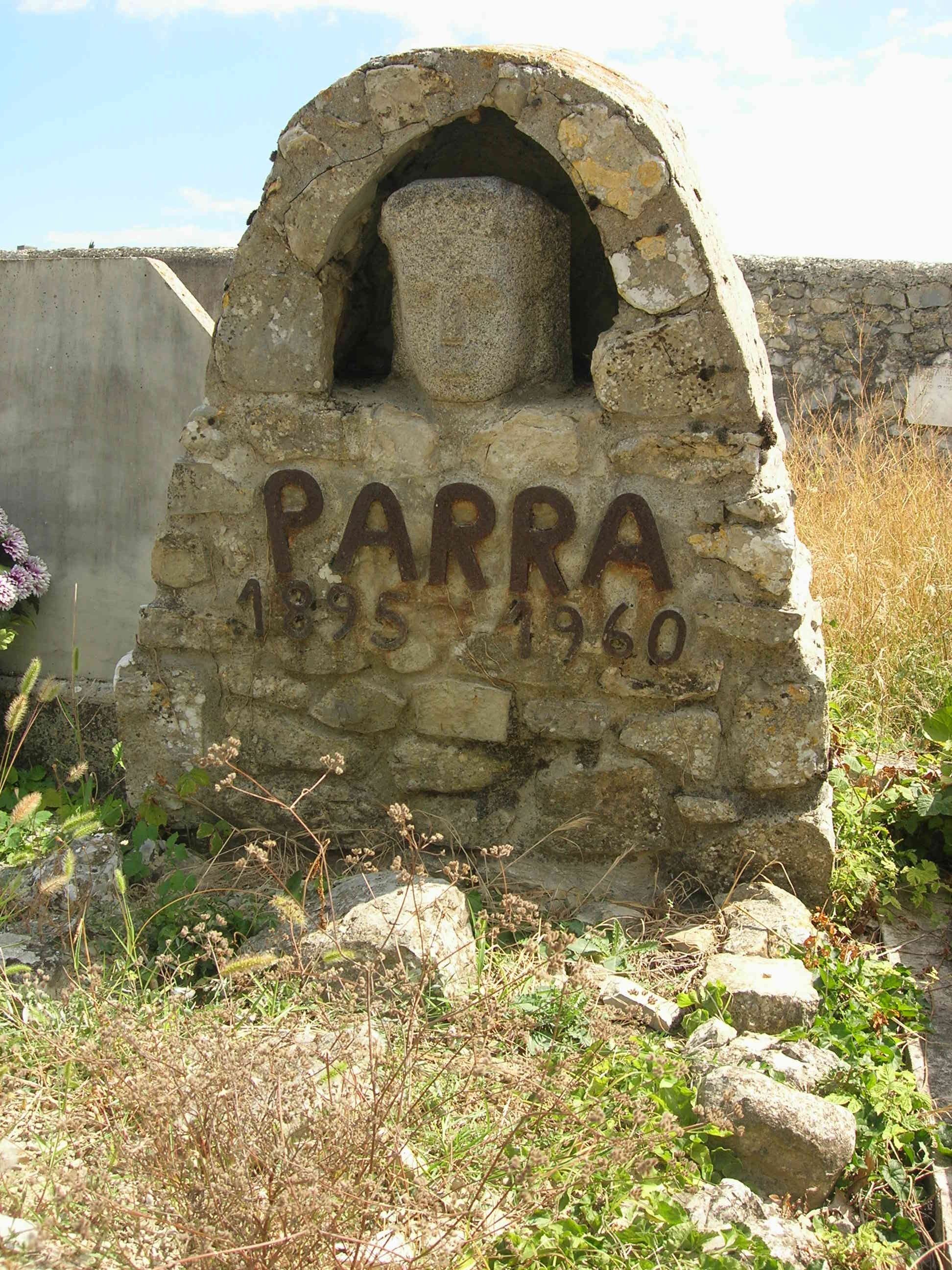
Могила художника Жине Парра
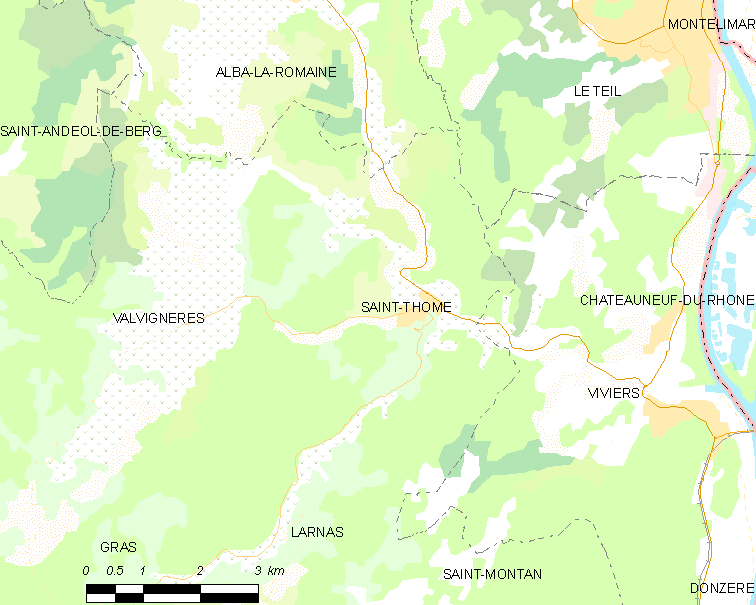
Карта коммуны